# Athanase Bassinet

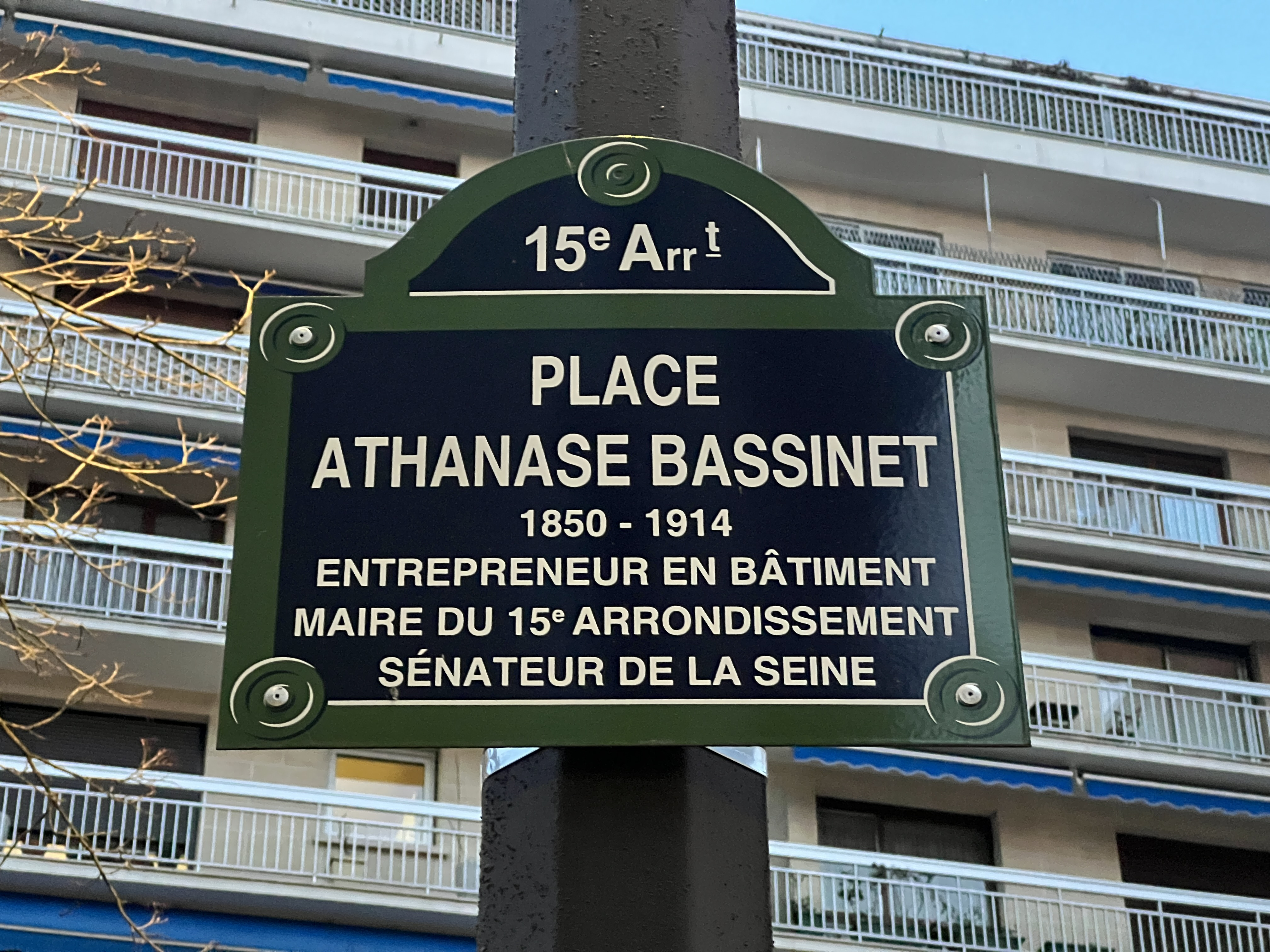

Athanase Bassinet est un homme politique français né le 16 mai 1850 à Chantôme (Indre) et mort le 12 février 1914 à Paris.
Manœuvre, compagnon maçon, il devient entrepreneur en travaux publics. Conseiller municipal de Paris en 1887, conseiller général de la Seine, il est président du conseil général en 1895-1896. Il est maire du XVème arrondissement et sénateur de la Seine de 1899 à 1914, inscrit au groupe de la Gauche démocratique.
Depuis octobre 2020, une place dans le 15e arrondissement est nommée en son honneur. 

## Sources
- « Athanase Bassinet », dans le Dictionnaire des parlementaires français (1889-1940), sous la direction de Jean Jolly, PUF, 1960 [détail de l’édition]